# Poludow kriaż
Poludow kriaż (ros. Полю́дов кряж) – pasmo na Uralu Północnym w europejskiej części Rosji, w północnej części Kraju Permskiego. Ogólna nazwa południowego krańca Timanu i pagórkowatej części pogórza Uralu Bieriezowsko-Sriedniewiszerskiego.
Poludow kriaż zaczyna się w międzyrzeczu Jaźwy i Wiszery i ciągnie się stąd na północny wschód na przestrzeni 100 km. Szerokość pasma w środkowej części nie przekracza 15–20 km. Najwyższe jego wzniesienie, Poludow Kamień, znajduje się niedaleko Krasnowiszerska. Poludow kriaż jest przecięty w trzech miejscach dolinami rzek Wiszery, Kołwy i Niźwy i w związku z tym nie stanowi jednolitego masywu. Składa się z szeregu równoległych grzbietów oddzielonych podłużnymi zapadliskami. Szczyty i stoki grzbietów charakteryzują się miękkimi, zaokrąglonymi konturami. Zupełnie inaczej wygląda natomiast najwyższe wzniesienie pasma. Poludow Kamień zbudowany jest z kwarcytu. Od północy i północnego zachodu opada w dolinę prawie pionowymi urwiskami, a zbocza z drugiej strony są również bardzo strome.